# Euvezin
Euvezin é uma comuna francesa na região administrativa de Grande Leste, no departamento de Meurthe-et-Moselle. Estende-se por uma área de 11,28 km². Em 2010 a comuna tinha 113 habitantes (densidade: 10 hab./km²).